# Cố đô Hoa Lư

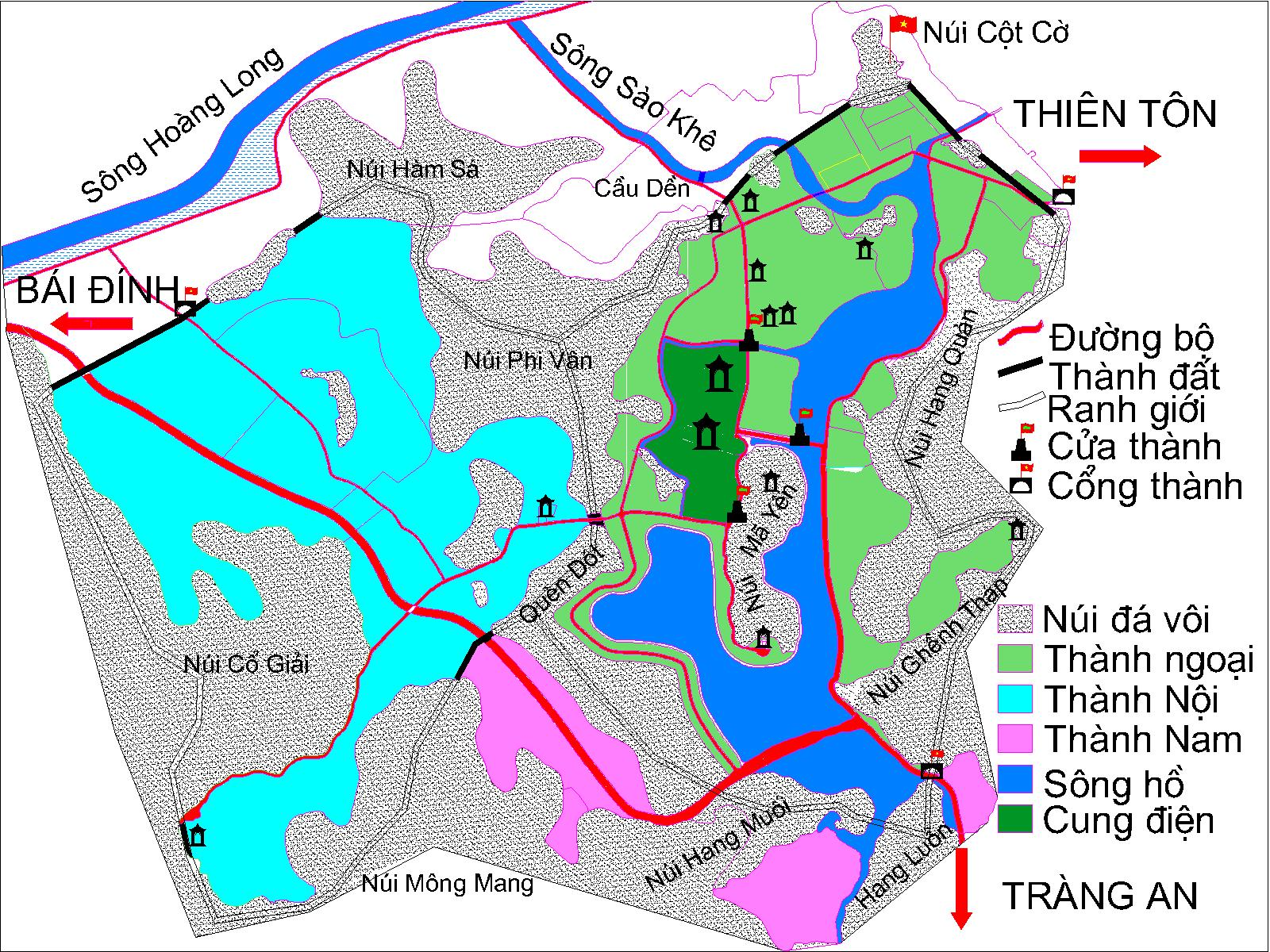
Sơ đồ kinh đô Hoa Lư

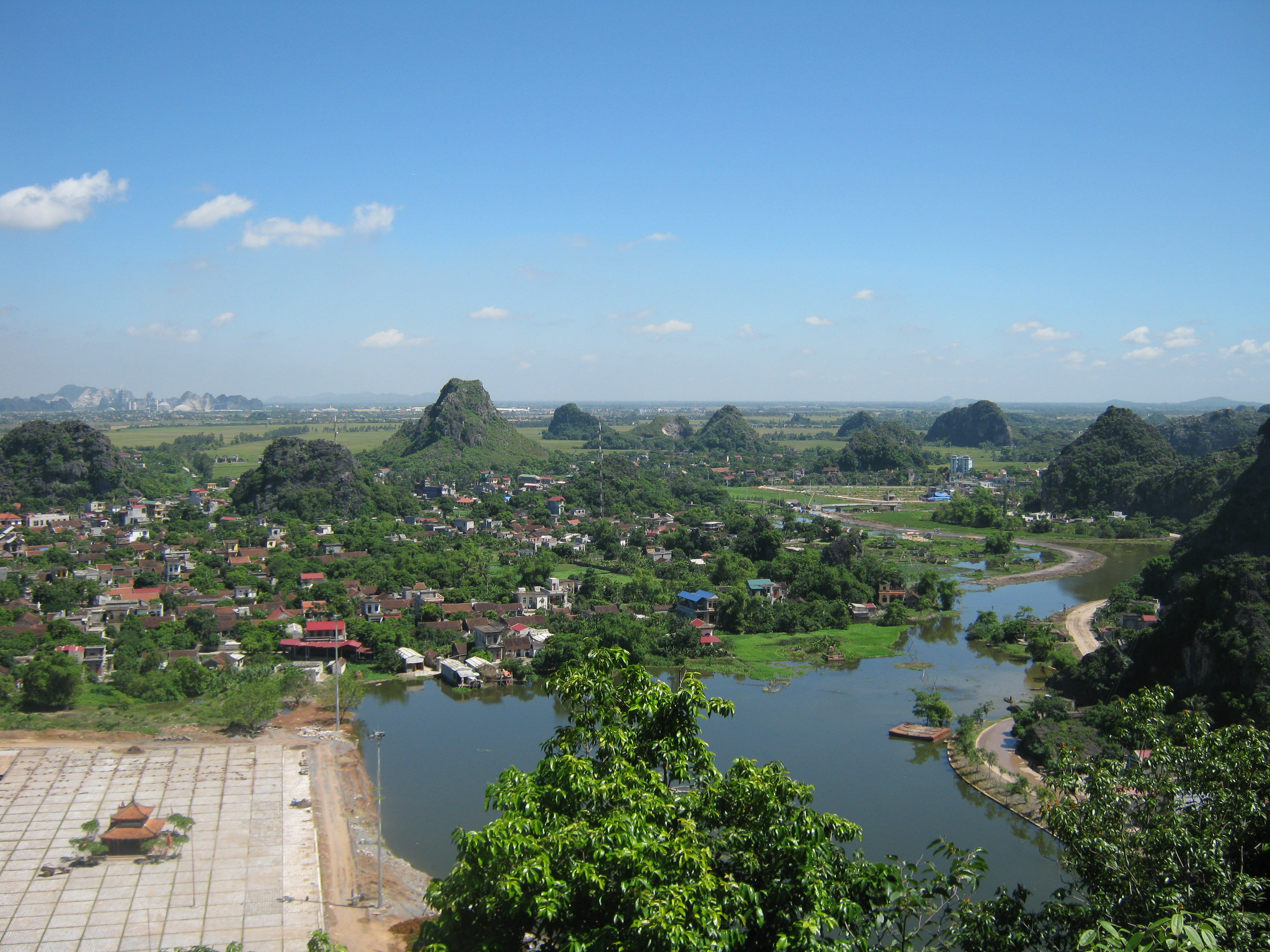
Những ngọn núi đá tự nhiên được các triều vua nối lại bằng tường thành nhân tạo

Cố đô Hoa Lư (chữ Hán: 華閭) là kinh đô của Việt Nam trong giai đoạn 968-1010. Đây là kinh đô đầu tiên của nhà nước phong kiến Trung ương tập quyền ở Việt Nam và là quê hương của vị Anh hùng dân tộc Đinh Bộ Lĩnh. Kinh đô Hoa Lư tồn tại 42 năm, gắn với sự nghiệp của ba triều đại liên tiếp là nhà Đinh, nhà Tiền Lê và nhà Lý với các dấu ấn lịch sử: thống nhất đất nước, đánh Tống - dẹp Chiêm và phát tích quá trình định đô Hà Nội. Năm 1010 vua Lý Thái Tổ dời kinh đô từ Hoa Lư (Ninh Bình) về Thăng Long (Hà Nội), Hoa Lư trở thành Cố đô. Các triều vua Lý, Trần, Lê, Nguyễn sau đó dù không đóng đô ở Hoa Lư nữa nhưng vẫn cho tu bổ và xây dựng thêm ở đây nhiều công trình kiến trúc như đền, lăng, đình, chùa, phủ,... Hiện nay, Cố đô Hoa Lư vẫn còn nhiều di tích nằm trong Quần thể di sản thế giới Tràng An thuộc địa bàn tỉnh Ninh Bình.

## Thời kỳ tiền Hoa Lư
Kinh đô Hoa Lư xưa, hiện nay nằm trên địa bàn phường Tây Hoa Lư tỉnh Ninh Bình. Đây là vùng đất phù sa cổ ven chân núi có con người cư trú từ rất sớm. Các nhà khảo cổ học đã phát hiện trầm tích có xương răng đười ươi và các động vật trên cạn thuộc sơ kỳ đồ đá cũ thuộc nền văn hóa Tràng An và một số hang động có di chỉ cư trú của con người thời văn hóa Hòa Bình. Sau thời kỳ văn hóa Hòa Bình, vùng đồng đất này là nơi định cư của con người thời đại đồ đá mới Việt Nam. Quần thể Di sản Thế giới Tràng An ở Hoa Lư còn lưu giữ nhiều di vật của người tiền sử từ 30.000 năm trước, dấu tích của các triều đại, kinh đô xưa. Cách nay từ 251 đến 200 triệu năm, Tràng An vốn là vùng biển cổ. Các hang động karst đặc sắc nằm ngang xuyên qua lòng các dãy núi lớn, ngập nước thường xuyên ở đây được hình thành cách đây 4.000 năm.
Vùng đất này thời Hồng Bàng thuộc bộ Quân Ninh. Thời An Dương Vương, vùng này thuộc bộ lạc Câu Lậu. Từ thời thuộc Hán qua Tam Quốc đến thời Nam Bắc triều, vùng Cố đô Hoa Lư thuộc huyện Câu Lậu, quận Giao Chỉ. Sang thời thuộc Đường, vùng này thuộc Trường châu. Trong thời nhà Ngô, vùng này là nơi cát cứ của Đinh Bộ Lĩnh. Ông ly khai và đã đẩy lui thành công cuộc tấn công của chính quyền trung ương Cổ Loa năm 951 do 2 anh em Thiên Sách vương Ngô Xương Ngập và Nam Tấn vương Ngô Xương Văn đích thân chỉ huy. Cho tới khi nhà Ngô mất, nơi đây vẫn là vùng cát cứ bất khả xâm phạm của Đinh Bộ Lĩnh.

## Hoa Lư: Kinh đô 3 triều 6 vua

### Nhà Đinh: thống nhất quốc gia
Năm 968, Đinh Bộ Lĩnh dẹp xong loạn 12 sứ quân, thống nhất giang sơn, lên ngôi Hoàng đế, lập ra triều đại nhà Đinh và trở thành hoàng đế đầu tiên của Việt Nam sau 1000 năm Bắc thuộc. Vua Đinh Tiên Hoàng đặt tên nước là Đại Cồ Việt, lấy Hoa Lư quê hương là kinh đô. Đặc điểm địa lý tự nhiên của kinh đô Hoa Lư được mô tả:
"Hoa Lư là nơi núi non trùng điệp. Núi trong sông, sông trong núi. Căn cứ thủy bộ rất thuận tiện. Sau lưng là rừng, trước mặt là đồng bằng, xa nữa là biển cả... Nơi đây non sông tráng lệ, phong thủy hài hòa, xứng đáng chọn để dựng đô được."
Đại Việt sử ký toàn thư chép rằng, khi lên làm vua, Đinh Tiên Hoàng đã chọn được chỗ đất hẹp ở Đàm Thôn, vua muốn dựng đô ở đó, nhưng vì thế đất hẹp lại không có lợi về đặt hiểm, nên đóng đô ở Hoa Lư. Khi kinh đô Cổ Loa nằm ở vùng đồng bằng không giữ vững được ổn định, triều đình nhà Ngô rối ren dẫn đến loạn 12 sứ quân thì căn cứ quân sự Hoa Lư ở ngoại biên châu thổ sông Hồng trở lên lợi hại hơn cả, Đinh Tiên Hoàng nhờ đó dẹp tan tình trạng cát cứ, giành lại thống nhất cho đất nước. Các vua Lê Đại Hành và Lê Long Đĩnh sau này luôn giữ vững được kinh đô trong các trận đánh dẹp các thế lực thù địch.
Theo các chính sử, Đinh Tiên Hoàng Đế ở ngôi được 12 năm thì bị một giám quan là Đỗ Thích ám sát. Con trai thứ 3 còn lại mới 6 tuổi là Đinh Toàn lên ngôi, tức Đinh Đế Toàn. Lấy cớ giặc Tống xâm lược, Thái hậu Dương Vân Nga và triều thần tôn Thập đạo tướng quân Lê Hoàn lên ngôi, lập ra nhà Tiền Lê. Đinh Toàn làm vua được 8 tháng, sau trở thành Vệ Vương có mặt trong triều đình Tiền Lê 20 năm. Năm Tân Sửu 1001, trong dịp cùng vua Lê Đại Hành đi dẹp loạn Cử Long thuộc vùng Cầm Thủy, Thanh Hóa, Đinh Toàn bị trúng tên, hy sinh năm 27 tuổi.
Như vậy, dưới triều Đinh, kinh đô Hoa Lư gắn với những chuyển biến trọng đại của dân tộc Việt Nam: thống nhất đất nước, vua Việt Nam đã xưng đế và xây dựng được kinh đô cho riêng mình mà không dựa vào nền tảng hay hình mẫu nào của cường quyền đô hộ. Vị hoàng đế đầu tiên của nước Việt thống nhất đã xây dựng kinh đô Hoa Lư dựa trên địa thế hiểm trở, tận dụng điều kiện tự nhiên với các vách núi đá vôi và hệ thống sông hồ làm thành quách. Kinh đô Hoa Lư là một "quân thành" phòng ngự vững chắc, vừa tiết kiệm sức người và của lại vừa đảm bảo đối phó tối ưu với các thế lực thù địch.

### Nhà Tiền Lê: đánh Tống - dẹp Chiêm
Lê Hoàn lên ngôi trong hoàn cảnh đất nước biến loạn cả trong lẫn ngoài. Ngay từ khi ông giành quyền nhiếp chính, các đại thần thân cận của Đinh Tiên Hoàng là Đinh Điền, Nguyễn Bặc, Trịnh Tú, Lưu Cơ cùng tướng Phạm Hạp nổi dậy chống lại nhưng đều nhanh chóng bị đánh dẹp. Phò mã Ngô Nhật Khánh bỏ trốn vào nam, cùng vua Chiêm Thành với hơn nghìn chiến thuyền định đến đánh kinh đô Hoa Lư nhưng bị bão dìm chết. Thấy triều đình Hoa Lư rối ren, nhà Tống bên Trung Quốc cho quân tiến vào đánh chiếm Đại Cồ Việt. Trước tình hình đó, Thái hậu Dương Vân Nga cùng tướng Phạm Cự Lạng và các triều thần tôn Lê Hoàn lên làm vua.
Cuộc kháng chiến chống Tống lần thứ nhất thắng lợi, Dương Vân Nga lại trở thành Hoàng hậu của Lê Hoàn. Vua Lê Đại Hành tiếp tục cho mở mang, xây dựng thêm nhiều cung điện lộng lẫy ở Hoa Lư. Ông vẫn chọn Hoa Lư làm kinh đô do vị trí nằm ở trung tâm đất nước thời bấy giờ (giữa ngã ba khu vực Tây Bắc, châu thổ sông Hồng và Bắc Trung Bộ) để phục vụ mục tiêu mở mang bờ cõi xuống phương nam sau này.
Khi người Việt chìm dưới ách nô dịch của phong kiến phía Bắc thì ở phía Nam, người Chiêm Thành đã sớm xây dựng được quốc gia độc lập tự chủ. Sinh sống ở các thung lũng Nam Trung Bộ hẹp và nhỏ, vương quốc Chiêm Thành có thế mạnh về hàng hải và các ngành nghề thủ công, nhưng lại thiếu những miền châu thổ rộng lớn. Bởi vậy, từ khi lập nước, Chiêm Thành liên tục tiến hành các hoạt động quân sự với Đại Cồ Việt. Năm 803, vua Chiêm sai viên tướng Senapati Par đem quân xâm phạm An Nam, vây hãm phía nam quận Cửu Chân.
Năm 982, Lê Hoàn cử Ngô Tử Canh và Từ Mục đi sứ Chiêm Thành bị vua Chiêm bắt giữ. Lê Hoàn tức giận, "sai đóng chiến thuyền, sửa binh khí, tự làm tướng đi đánh, chém Bê Mi Thuế tại trận. Bắt sống được quân sĩ nhiều vô kể, cùng với trăm người kỹ nữ trong cung, lấy các đồ quý đem về, thu được vàng bạc của báu kể hàng vạn; san phẳng thành trì, phá hủy tông miếu, vừa một năm thì trở về kinh sư". Các nghiên cứu thống kê cho thấy, trong vòng 26 năm trị vì, Lê Hoàn là người đặc biệt quan tâm đến vùng đất phía nam, đã tiến hành 6 hoạt động quân sự lớn ở đây trong số 10 hoạt động quân sự lớn suốt thời gian trị vì của ông, vua đích thân cầm quân đánh dẹp sự nổi dậy của các thế lực cát cứ và xâm lấn, không chỉ bảo vệ vững chắc miền biên giới, mà còn trực tiếp chuẩn bị cho quá trình Nam tiến của người Việt, mở rộng thêm cương giới lãnh thổ của quốc gia Đại Việt sau này. Điều đó cũng lý giải vì sao Hoa Lư tiếp tục là đế đô dưới triều đại Tiền Lê.
Lê Đại Hành là một vị vua mà "Sứ thần Trung Quốc phải tôn sùng, tù trưởng sơn động hết chuyện làm phản. Thành Hoa Lư phồn vinh hơn cả nhà Đinh. Còn lưu ý đến sức dân, quan tâm đến chính sự của nước, chú trọng nghề làm ruộng, nghiêm ngặt việc biên phòng, quy định pháp lệnh. Tuyển lựa quân ngũ... có thể nói là hết sức siêng năng, hết lòng lo lắng". Ông là một vị vua có tài, dẹp nội loạn, khéo bang giao, giữ thể diện cho quốc gia không bị nước lớn chèn ép. Đó là điều không phải đời vua nào của Việt Nam cũng làm được.
Sách Dã sử chép rằng: Đại Hành băng, Trung Tông vâng di chiếu nối ngôi. Long Đĩnh làm loạn, Trung tông vì anh em cùng mẹ không nỡ giết, tha cho. Sau Long Đĩnh sai bọn trộm cướp đêm trèo tường vào cung giết Trung Tông.
Lê Long Đĩnh trong 4 năm cầm quyền thì 5 lần cầm quân đánh dẹp: dẹp tan tranh giành giữa các anh em trong hoàng tộc để thu phục mọi người; sang Ái Châu để đánh giặc Cử Long; đánh người Man ở hai châu Đô Lương và Vị Long; đánh giặc ở Hoan châu, châu Thiên Liêu và đánh giặc ở các châu Hoan Đường và Thạch Hà. Tuy nhiên cái chết ở tuổi 24 này dẫn đến sự chấm dứt triều đại Tiền Lê, quyền lực rơi vào tay nhà Lý.

### Nhà Lý: định đô Thăng Long - Hà Nội

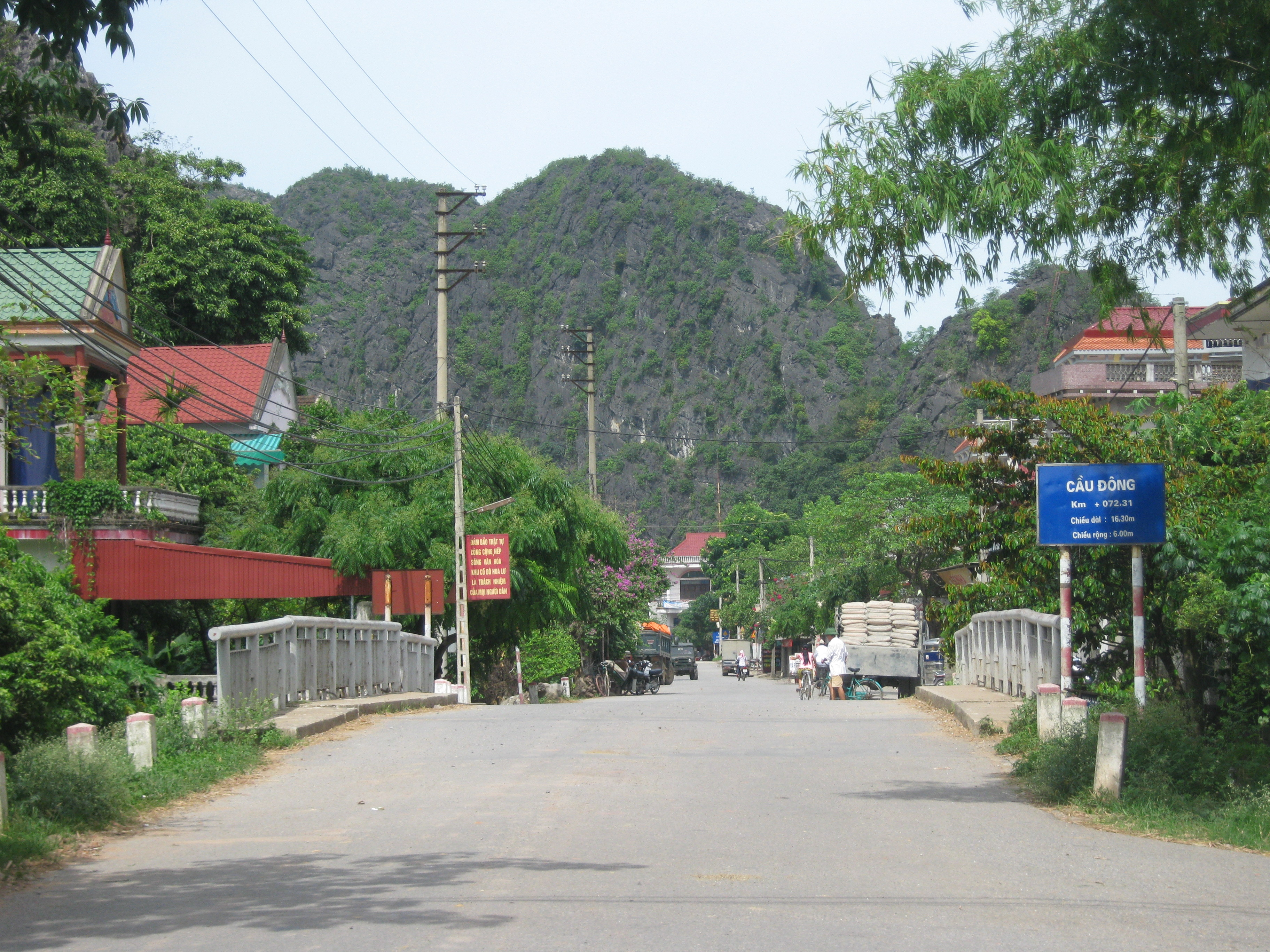
Phong cảnh phố Cầu Đông, núi Chợ ở Hoa Lư

Khác với các kinh đô chính thống khác ở Việt Nam, kinh đô Hoa Lư có một vai trò lịch sử đặc biệt: là nơi đánh dấu sự ra đời kinh thành Thăng Long - Hà Nội, thủ đô hiện tại của đất nước Việt Nam. Mốc son Lý Thái Tổ dời đô từ Hoa Lư về Thăng Long mà bằng chứng là Chiếu dời đô được xác định là thời điểm khai sinh lịch sử thủ đô mặc dù với việc mở rộng diện tích phần lớn các vùng đất đế đô của Việt Nam có trước Hoa Lư như Mê Linh (Hai Bà Trưng), Long Biên (nhà Tiền Lý), Cổ Loa (nhà Ngô) nay đều thuộc về Hà Nội.
Hoa Lư gắn liền với sự nghiệp của 2 vua đầu triều đại nhà Lý: là nơi Lý Công Uẩn lên ngôi và là quê ngoại, nơi sinh ra Lý Thái Tông. Vua Lý Thái Tổ không tự khởi nghiệp từ Thăng Long để chọn nơi này làm kinh đô mà là người được triều đình Hoa Lư tiến cử lên ngôi thay nhà Tiền Lê. Vì thế mà hệ thống triều đình và cơ sở vật chất của kinh thành Thăng Long sau này đều thừa hưởng từ kinh đô Hoa Lư trước đó. Để tưởng niệm công lao đặt nền móng xây dựng độc lập tự chủ của đất nước và nhớ đến Cố đô Hoa Lư, nhà Lý đã xây dựng nhiều công trình kiến trúc giống như ở Hoa Lư tại khu vực ở Thăng Long mà chúng vẫn tồn tại đến tận nay như: Ô Cầu Dền, phố Tràng Tiền, phố Cầu Đông, chùa Một Cột, ngã ba Bồ Đề, cống Trẹm, tháp Báo Thiên, phố Đình Ngang, chùa Vạn Tuế, làng gốm Bát Tràng,... Sách Đại Nam nhất thống chí quyển XIV tỉnh Ninh Bình, mục cổ tích chép: "Đô cũ nhà Đinh, nhà Lê ở xã Trường Yên Thượng và Trường Yên Hạ về phía tây bắc huyện Gia Viễn, có nội thành và ngoại thành, có cửa xây bằng đá, lại có các danh hiệu: cầu Đông, cầu Dền, cầu Muống, Tràng Tiền, chùa Tháp, chùa Nhất Trụ,... nền cũ vẫn còn. Về sau Lý Thái Tổ dời đô đến Thăng Long đều dùng theo các danh hiệu ấy...".
Theo các thần tích ở Cố đô Hoa Lư thì Lý Thái Tổ có một hoàng hậu là con gái của Lê Đại Hành và Dương Vân Nga tên là Lê Thị Phất Ngân, chính người con gái đó đã sinh ra Lý Thái Tông, vị vua thứ hai của triều Lý có tuổi thơ 10 năm gắn bó với vùng đất cố đô trước khi về với Thăng Long. Lý Thái Tông sau này xây chùa Một Cột, đền Đồng Cổ, đền Phạm Cự Lượng ở Thăng Long; đào kênh Lẫm, đầm Lẫm ở Thần Phù (Hoa Lư) làm phòng tuyến đánh dẹp Chiêm Thành và nghi lễ cày ruộng tịch điền đều noi theo truyền thống từ Vua Lê Đại Hành.
Các nhà nghiên cứu cho rằng Lý Thái Tổ đã nhận thấy kinh đô Hoa Lư chật hẹp, không thể mở mang thành nơi đô hội được, không phù hợp với vị thế mới của đất nước. Năm 1010, vị vua này đã ban Chiếu dời đô để xây dựng kinh đô tại Thăng Long. Đây là một sự kiện lịch sử rất quan trọng không chỉ riêng với Hoa Lư và Thăng Long, là mốc son đánh dấu lịch sử hình thành thủ đô Hà Nội của Việt Nam trên cơ sở, nền tảng kinh đô Hoa Lư. Như vậy kinh đô Hoa Lư tồn tại được 42 năm, trong đó 12 năm đầu là triều Đinh (968 - 980), 29 năm kế tiếp là triều Tiền Lê (980 - 1009) và năm cuối (1009 - 1010) là triều Lý.

## Hoa Lư khi là Cố đô

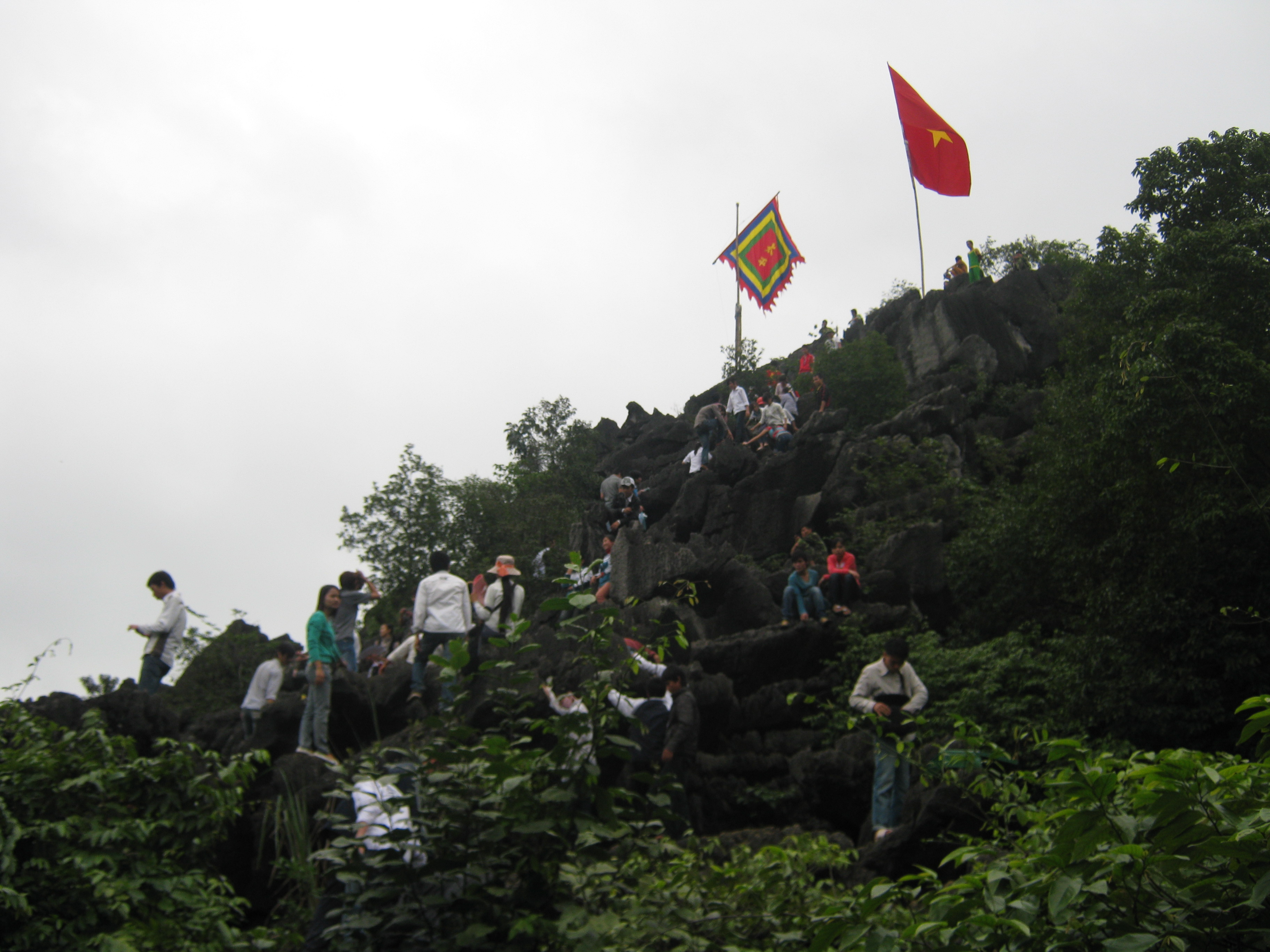
Lên núi Mã Yên thăm lăng Vua Đinh

Sau khi Lý Thái Tổ dời đô về Thăng Long, người con trai thứ 2 là Khai Quốc Vương mới hơn 10 tuổi được giao cai quản vùng đất này cùng sự bảo trợ của Hoàng hậu Lê Thị Phất Ngân. Hoa Lư tiếp tục giữ vai trò là một căn cứ quân sự và trung tâm văn hóa của các triều đại nhà Trần, Hậu Lê, nhà Mạc, Tây Sơn.
Nhà Trần sử dụng thành Nam, Tràng An của Cố đô Hoa Lư để làm cứ địa kháng chiến chống Nguyên Mông. Vua Trần Thái Tông tiếp tục xây dựng ở Hoa Lư hành cung Vũ Lâm, đền Trần thờ thần Quý Minh và chùa A Nậu. Cung Vũ Lâm là nơi các vua Trần xuất gia tu hành.
Nhà Hậu Lê, thời Lê Thánh Tông, Đại Việt sử ký toàn thư chép rằng: "Ngày 16, vua thân hành dẫn đại ngự giá khởi hành, trời mưa nhỏ, gió bấc. Tư thiên giám Tạ Khắc Hải tâu rằng: "Mưa là mưa nhuần quân, gió từ phương bắc là gió hòa". Cho nên khi thuyền đi vua đi, có câu thơ rằng:
Trăm vạn quân đi đánh cõi xa,
Mui thuyền mưu đội thấm quân ta.
Vua liền sai Lại bộ thượng thư Nguyễn Như Đỗ tế đền Đinh Tiên Hoàng, để cầu cho quân đi thắng trận.
Thời nhà Mạc, quận công Bùi Thời Trung là người Hoa Lư đã cho tu bổ, xây dựng các đền thờ để có được kiến trúc giống hiện nay.
Mùa đông năm Canh Dần (1770) chúa Trịnh Sâm đi tuần thú cõi Tây, lúc quay thuyền trở về, đi tắt tới đất Tràng An thăm cảnh Hoa Lư. Nhìn bốn phía núi xanh, nước biếc, cửa khoá mấy lần, từng bước đều là thành vàng và hào nước. Non sông hùng tráng, hình thắng to lớn. Xem dấu vết của triều Đinh mà lạnh lùng xơ xác,... khiến ông cảm khái làm một bài thơ để tả nỗi lòng:
Quay thuyền về tới bến Trường Yên,
Nhác thấy Hoa Lư cũng thuận miền.
Như tấm lụa chăng, hang giội nước,
Có từng núi mọc, cửa chồng then.
Cố đô đã mấy hồi thay đổi,
Thiên phủ còn nguyên dấu vững bền.
Hưng phế xưa nay bao chuyện cũ
Lòng dân đáng sợ chớ nên quên.
Qua triều đại Tây Sơn, một lần nữa đất Hoa Lư trở thành cứ địa phòng ngự để đại phá quân Thanh với các địa danh phòng tuyến Tam Điệp, đồn Gián Khẩu và chùa Bái Đính. Đến triều đại nhà Nguyễn, các vua tiếp tục tôn tạo các di tích Hoa Lư và xây dựng các lăng mộ, nâng cấp lễ hội Hoa Lư, ngoài ra cho xây thành Ninh Bình dưới chân núi Non Nước làm lị sở của tỉnh Ninh Bình. Hiện nay, quần thể di tích Cố đô Hoa Lư là một di sản văn hóa thế giới trong Quần thể Danh thắng Tràng An được UNESCO công nhận từ năm 2014.

## Kiến trúc kinh thành Hoa Lư

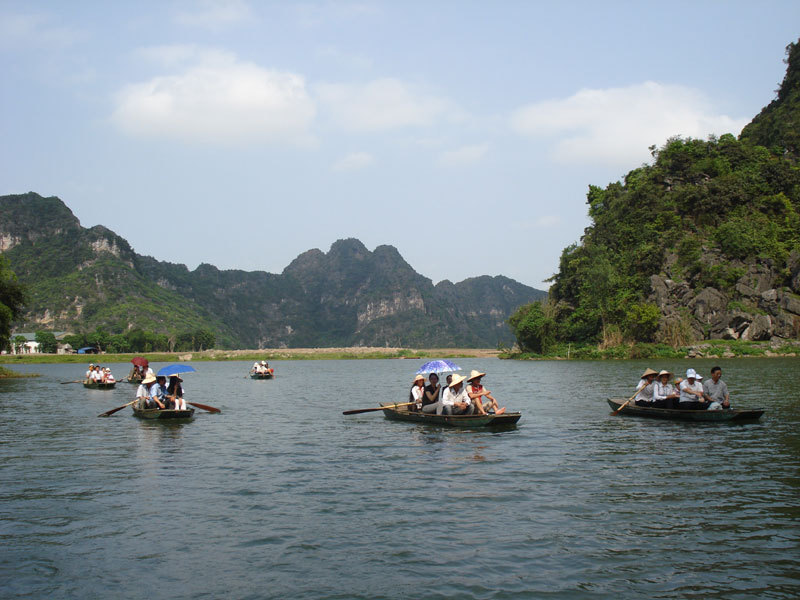
Hệ thống sông núi thành Nam của cố đô Hoa Lư

Kinh thành Hoa Lư gồm thành Đông, thành Tây và thành Nam. Tuy nhiên do thành Nam chỉ là vùng căn cứ quân sự hiểm trở, phòng thủ mặt sau mà nó thường được dân gian gọi riêng là thành Tràng An, 2 vòng thành kia là nơi đặt cung điện nên còn được gọi là thành Hoa Lư.
Các triều vua đã dựa theo địa hình tự nhiên cho đắp 10 đoạn tường thành nối các núi đá, dựng nên thành Hoa Lư thuộc xã Trường Yên với diện tích hơn 300 ha. Phía Nam thành Hoa Lư là thành Tràng An là khu vực phòng thủ hậu cứ của kinh đô. Thành Hoa Lư có rất nhiều cổng bộ để đi vào, bên cạnh đó còn có cổng thủy do sông Sào Khê chảy xuyên qua thành. Thành Hoa Lư có hai vòng sát nhau: vòng thành ngoài gọi là thành Đông, vòng thành trong gọi là thành Tây.

### Thành Đông
Thành Đông rộng khoảng 140 ha, nằm ở phía đông nên còn được gọi là thành ngoài hay thành ngoại, nay thuộc địa phận các làng cổ Yên Thành và làng cổ Yên Thượng, có 5 đoạn tường thành nối các dãy núi tạo nên vòng thành khép kín.
- Đoạn 1 nối núi Đầm với núi Thanh Lâu, được gọi là "tường Đông", dài 320m[14];
- Đoạn 2 từ núi Thanh Lâu đến núi Cột Cờ, dài 230m;
- Đoạn 3 từ núi Cột Cờ sang núi Chẽ, dài 300m;
- Đoạn 4 từ núi Chẽ đến núi Chợ, dài 300m;
- Đoạn 5 từ núi Mã Yên sang một núi hang Quàn, dài 200m.

Khu thành Ngoài là nơi làm việc hàng ngày của triều đình Hoa Lư. Đây là cung điện chính mà khu vực Đền Vua Đinh Tiên Hoàng, đền Vua Lê Đại Hành nằm ở trung tâm.
Thành Đông hiện nay còn lại rất nhiều địa danh như chợ cầu Đông, cầu Dền, chùa Nhất Trụ, chùa Cổ Am, phủ Đông Vương, phủ Vườn Thiên, đình Yên Trạch, núi Mã Yên, núi Cột Cờ, sông Sào Khê (đoạn từ cầu Dền đến hang Luồn).v.v.

### Thành Tây
Thành Tây có diện tích tương đương và nằm phía tây thành Đông, thuộc địa phận làng cổ Chi Phong, cũng có 5 đoạn tường thành nối liền các dãy núi:
- Đoạn 1 từ núi Hàm Sá đến núi Cánh Hàn, dài 100m;
- Đoạn 2 từ Cánh Hàn đến núi Hang Tó, dài 500m;
- Đoạn 3 từ núi Quèn Dót sang núi Mồng Mang, được gọi là "tường Bồ", dài 150m;
- Đoạn 4 từ núi Mồng Mang đến núi Cổ Giải, được gọi là "tường Bìm", dài 65m;
- Đoạn 5 đắp ngang thành trong.

Khu thành Tây là nơi ở của gia đình vua cùng một số người hoàng tộc và quan lại cao cấp của triều đình. Ngoài vua và số quan lại được quyền cư trú trên, ở thành ngoài và thành trong còn có các doanh trại của 3.000 quân cấm vệ bảo vệ vua và triều đình; dân chúng chỉ được cơ trú ngoài thành. Hiện nay ở thành Tây còn lại các di tích như chùa Kim Ngân xưa là nơi cất vàng bạc và ngân khố quốc gia, chùa Duyên Ninh là ngôi chùa cầu duyên, đền Bim, đền Vực Vông.v.v.
Việc qua lại giữa hai tòa thành rất thuận tiện. Cả hai thành đều lợi dụng được ưu thế sông Sào Khê chảy dọc thành, vừa là hào nước tự nhiên, vừa là đường thủy, phục vụ việc di chuyển ra vào thành. Một tổng thể kinh thành gồm hai tòa thành riêng biệt, rất thuận tiện cho việc bố trí từng khu triều đình, quan lại hay quân sĩ. Song việc qua lại giữa hai thành không vì vậy mà trở ngại. Thiên nhiên đã khéo bố trí một con đường kín đáo mà thuận tiện, đó là Quèn Vông, quãng tiếp giáp giữa núi Hang Sung và núi Quèn Dót. Ở mỗi tòa thành còn có một đoạn tường thành ngắn có thể chia làm hai phần, tăng thêm mức độ quanh co hiểm hóc cho công trình.

### Thành Nam
Thành Tràng An nằm ở phía nam kinh thành Hoa Lư nên còn được gọi là thành Nam, có diện tích lớn hơn hai thành kia. Thành Tràng An với núi cao, hào sâu hiểm trở, bảo vệ mặt sau thành Hoa Lư, từ đây quân lính có thể nhanh chóng cơ động vào ra bằng đường thủy. Tràng An hiện có rất nhiều di tích mô tả cách bố trí phòng tuyến của kinh đô Hoa Lư. Tại đây các nhà khảo cổ còn khai quật được các dấu tích của người tiền sử và nhiều cổ vật từ thời Đinh, Tiền Lê và thời Trần. Vào thời Trần sau này, nơi đây tiếp tục là cứ địa chống quân Nguyên Mông. Hiện tại đây là tuyến du lịch sinh thái - lịch sử thu hút nhiều nhà nghiên cứu địa chất và lịch sử đến làm việc.
Triều Đinh thành lập sau hàng ngàn năm Bắc thuộc, khi mà những mô hình thành lũy kiểu Hán ngang bằng sổ ngay, phương hướng tề chỉnh, quy cách xây dựng trở thành công thức, đã mọc lên không ít ở nhiều nơi. Nhưng thành Hoa Lư độc đáo được xây dựng lại không theo một khuôn mẫu Trung Quốc của bất cứ thời nào. Là một căn cứ quân sự, Hoa Lư đã đạt tới đỉnh cao về mức độ kiên cố, hiểm trở của một công trình phòng thủ. Có thể coi Hoa Lư là một công trình kiến trúc quân sự hiếm có trong lịch sử Việt Nam và cả trong lịch sử các nước khác đương thời. Hoa Lư là một tòa nhà điển hình cho phương pháp xây dựng lợi dụng địa thế tự nhiên. Cũng bởi lẽ đó mà thành Hoa Lư có dáng hình độc đáo, có đầy đủ tính chất kiên cố, hiểm trở của một công trình quân sự, lại thêm tính kỳ vĩ, hữu tình của một thắng cảnh.
Hiện nay thành thiên tạo vẫn còn, thành nhân tạo và cung điện chỉ còn là những dấu tích đang được khai quật. Các nhà khảo cổ đào một số đoạn tường thành phát hiện ở những khu vực này có móng thành bằng cành cây với nhiều cọc đóng xuống sâu. Phía trong của tường thành xây bằng gạch, dày đến 0,45 m, cao từ 8-10 mét. Chân tường kè đá tảng, gạch bó và đóng cọc gỗ. Loại gạch phổ biến có kích thước 30 x 16 x 4 cm, trên gạch thường có in các dòng chữ "Đại Việt quốc quân thành chuyên" và "Giang Tây quân". Phía ngoài tường gạch là tường đất đắp rất dày.

## Cung điện Hoa Lư
Đại Việt sử ký toàn thư có ghi thời Lê Hoàn::"Năm Giáp Thân thứ 5 (984): dựng nhiều cung điện, làm điện Bách Bảo Thiên tức ở núi Đại Vân, cột điện dát vàng, bạc, làm nơi coi chầu; bên đông là điện Phong Lưu, bên tây là điện Tử Hoa, bên tả là điện Bồng Lai, bên hữu là điện Cực Lạc, rồi làm lầu Đại Vân, rồi lại dựng điện Trường Xuân làm nơi vua ngủ, bên cạnh điện Trường Xuân dựng điện Long Lộc lợp bằng ngói bạc".
Tại khu vực đền vua Lê Đại Hành, Các nhà khảo cổ đã khai quật một phần nền nền cung điện thế kỷ X. Chứng tích nền cung điện nằm sâu dưới mặt đất khoảng 3m đã được khoanh vùng phục vụ khách tham quan. Tại đây còn trưng bày các phế tích khảo cổ thu được tại Hoa Lư phân theo từng giai đoạn lịch sử: Đinh-Lê, Lý và Trần. Sau chương trình điền dã của dự án hợp tác văn hoá Việt Nam - Phần Lan tiến hành khảo sát; vết tích nền móng cung điện thế kỷ X đã được phát hiện bởi đợt khai quật của Viện Khảo cổ học. Trong số hàng trăm hiện vật cổ tìm thấy tại đây, có những viên gạch lát nền có trang trí hình hoa sen tinh xảo, đặc biệt loại lớn có kích thước 0,78m x 0,48m. Có những viên gạch còn hằn dòng chữ "Đại Việt quốc quân thành chuyên" (gạch chuyên xây dựng thành nước Đại Việt). Có những ngói ống có phủ riềm, nằm sâu dưới đất ruộng, khai quật lên, còn lành nguyên và cả những chì lưới, vịt... làm bằng đất nung.
Kết quả đợt khai quật tại khu vực đền Lê Hoàn năm 1997 đã hé mở phần nào diện mạo của kinh đô Hoa Lư: thành quách kiên cố, nhiều kiến trúc lớn và trang trí cầu kỳ mang đậm phong cách nghệ thuật riêng thời Đinh - Lê đơn giản, khỏe khoắn.

## Văn hóa Hoa Lư
Khởi nguồn từ nền văn hóa Tràng An, sau thời kỳ văn hóa Đông Sơn, văn minh sông Hồng, lịch sử văn hóa văn minh Việt Nam bước vào thời đại lớn thứ hai của nó là thời đại Đại Cồ Việt - Đại Việt - Việt Nam, với ba thời kỳ văn hóa dài ngắn khác nhau: văn hóa Hoa Lư, văn hóa Thăng Long và văn hóa Phú Xuân.
Thế kỷ 10, khi đất nước Đại Cồ Việt bước vào kỷ nguyên độc lập tự chủ lâu dài, cũng là lúc nảy sinh những mầm mống của một nền văn học dân tộc dưới hình thức chữ Hán và chịu ảnh hưởng của tư tưởng Phật giáo. Các danh nhân như Khuông Việt, Pháp Thuận và Vạn Hạnh là những người được triều đình trọng dụng và có tầm ảnh hưởng lớn đến văn hóa dân tộc. Đinh Tiên Hoàng là người đầu tiên lập chức tăng thống đưa phật giáo trở thành quốc đạo. Từ năm Canh Ngọ 970, Đinh Tiên Hoàng truyền cho đúc tiền đồng, là tiền tệ xưa nhất ở Việt Nam, gọi là tiền đồng Thái Bình, đặt nền móng cho nền tài chính - tiền tệ của Nhà nước phong kiến Việt Nam. Từ năm 976, thuyền buôn của các nước ngoài đến dâng sản vật của nước họ, kết mối giao thương với Đại Cồ Việt.
Trong "Lịch triều hiến chương loại chí" (Phan Huy Chú) nhận xét: 
"Xét nước ta từ thời Hùng Vương mới bắt đầu thông hiếu với Trung Quốc nhưng danh hiệu còn nhỏ không được dự vào hàng chư hầu triều hội... đến khi Đinh Tiên Hoàng bình định các sứ quân, khôi phục mở mang bờ cõi, bấy giờ điển lễ, sách phong của Trung Quốc mới cho đứng riêng là một nước"
Trong lịch sử Việt Nam, Lê Hoàn không chỉ là một vị hoàng đế có những đóng góp lớn trong chống Tống phương Bắc, quân Chiêm phương Nam, giữ gìn và củng cố nền độc lập dân tộc mà còn có nhiều công lao trong sự nghiệp ngoại giao, xây dựng và kiến tạo đất nước Đại Cồ Việt. Lê Hoàn cũng là người tạo tiền đề, điều kiện để thời gian sau đó Lý Công Uẩn có đủ khả năng dời đô từ Hoa Lư về Thăng Long năm 1010, mở ra một kỷ nguyên phát triển lâu dài của văn hóa Thăng Long - Hà Nội. Lê Đại Hành khi làm vua cho xây dựng nhiều công trình, đẩy mạnh sản xuất nông nghiệp và thủ công nghiệp để chấn hưng đất nước. Ông là vị vua mở đầu cho lễ tịch điền nhằm khuyến khích sản xuất nông nghiệp dưới chế độ phong kiến Việt Nam. Mở đầu cho một lễ nghi trọng đại mà các vương triều sau tiếp tục noi theo để khuyến khích phát triển sản xuất nông nghiệp. Lê Đại Hành cũng là vị vua đầu tiên tổ chức đào sông. Công trình đào sông Nhà Lê do Lê Hoàn khởi dựng là con đường giao thông thủy nội địa đầu tiên của Việt Nam. Sự nghiệp mở đầu vĩ đại đó đã trở thành phương châm hành động của các thời Lý, Trần, Lê, Nguyễn sau này.
Lê Hoàn là người mở đầu và xác lập những nguyên tắc cơ bản của nền ngoại giao Đại Việt. Nhà Tống là triều đại phong kiến hùng mạnh nhất châu Á đương thời mang nặng tư tưởng bành trướng đã phải từng bước thừa nhận sức mạnh, thế lực của quốc gia độc lập Đại Cồ Việt, đã phong cho Lê Hoàn các tước vị cao như Giao Chỉ quận vương, Nam Bình vương, sứ thần Tống còn làm thơ tôn Lê Hoàn tài ba không khác gì vua Tống. Phan Huy Chú đánh giá: "Nhà Tiền Lê tiếp đãi sứ nhà Tống, tình ý và văn thư rất là chu đáo. Khúc hát hay cũng đủ khoe có nhân tài mà quốc thể được thêm tôn trọng làm cho người Bắc phải khuất phục". Đại Việt sử ký toàn thư ghi nhà vua còn bố trí sư Pháp Thuận giả làm người chở đò ra đón sứ giả Lý Giác. Câu chuyện hai người đã mượn bài thư Vịnh ngỗng của Lạc Tân Vương đời Đường để nối vần đối đáp với nhau nhân có hai con ngỗng bơi trên mặt sông, đã khiến Lý Giác rất thích thú và bị chinh phục đã trở thành giai thoại thú vị trong bang giao và văn học. Sau đó, về sứ quán Lý Giác đã làm một bài thư gửi tặng ngỏ ý "tôn Lê Hoàn không khác gì vua Tống" như lời Khuông Việt đại sư nói. Một kiệt tác văn chương, cũng đồng thời là bản tuyên ngôn độc lập đầu tiên của dân tộc Việt Nam xuất hiện đầu tiên trong cuộc kháng chiến chống Tống lần thứ nhất của Lê Hoàn và cũng được Lý Thường Kiệt vận dụng ở lần kháng chiến chống Tống thứ hai là tác phẩm Nam quốc sơn hà. Kiệt tác thứ hai, ở triều đại hoàng đế Lê Hoàn là một bài ngũ ngôn tuyệt cú của nhà sư Pháp Thuận. Đây là bài thơ có tên tác giả xuất hiện sớm nhất, nên được đặt vào vị trí khai sáng cho văn học cổ dân tộc. Nếu Nam quốc sơn hà có giá trị như một bản tuyên ngôn độc lập, thì Quốc tộ có giá trị như một bản tuyên ngôn hòa bình. Hai bài thơ là hai kiệt tác văn chương bổ sung cho nhau, hoàn thiện Tuyên ngôn độc lập, Tuyên ngôn hoà bình đầu tiên của dân tộc, chính là cột mốc khai sáng văn học Việt Nam.
Là kinh đô đầu tiên của nhà nước phong kiến tập quyền Việt Nam, Hoa Lư còn là nơi khởi nguồn sản sinh nhiều giá trị văn hóa thuần Việt. Kinh đô Hoa Lư được xem là vùng đất tổ của nghệ thuật sân khấu điện ảnh Việt Nam. Kinh đô này nơi khai sinh ra dòng văn học viết và là đất tổ của nghệ thuật sân khấu chèo mà người sáng lập là bà Phạm Thị Trân, một vũ ca tài ba trong hoàng cung nhà Đinh. Đây là loại hình sân khâu tiêu biểu nhất của Việt Nam. Đại Việt sử ký toàn thư chép:Mùa thu Ất Dậu, nhân ngày kỷ niệm lên ngôi, Lê Đại Hành cho tổ chức hội đèn bơi thuyền, lấy tre làm núi giả, gọi là Nam Sơn. Để cho sứ giả nhà Tống sợ, vua cho ba nghìn quân sĩ có thích ở trán ba chữ "Thiên tử quân" oai phong lẫm liệt, mở cuộc thao diễn vĩ đại, đóng trò giả cùng với dân bơi thuyền, gióng trống hò reo, cắm cờ, làm như bày binh bố trận, để phô trương thanh thế. Và, vẫn dẫn sách trên: Vua Lê Đại Hành ngự giá chinh phạt Chiêm Thành, bắt được hàng trăm ca kỹ ở kinh đô Chiêm quốc mang về nước, bắt họ múa hát vui chơi. Các truyền thuyết lịch sử hát Tuồng cũng ghi rằng loại hình ngày hình thành vào thời Tiền Lê năm 1005, khi một kép hát người Tàu tên là Liêm Thu Tâm đến Hoa Lư và trình bày lối hát xướng thịnh hành bên nhà Tống và được vua Lê Long Đĩnh thâu dụng, bổ là phường trưởng để dạy cung nữ ca hát trong cung.

## Quần thể di tích Cố đô Hoa Lư

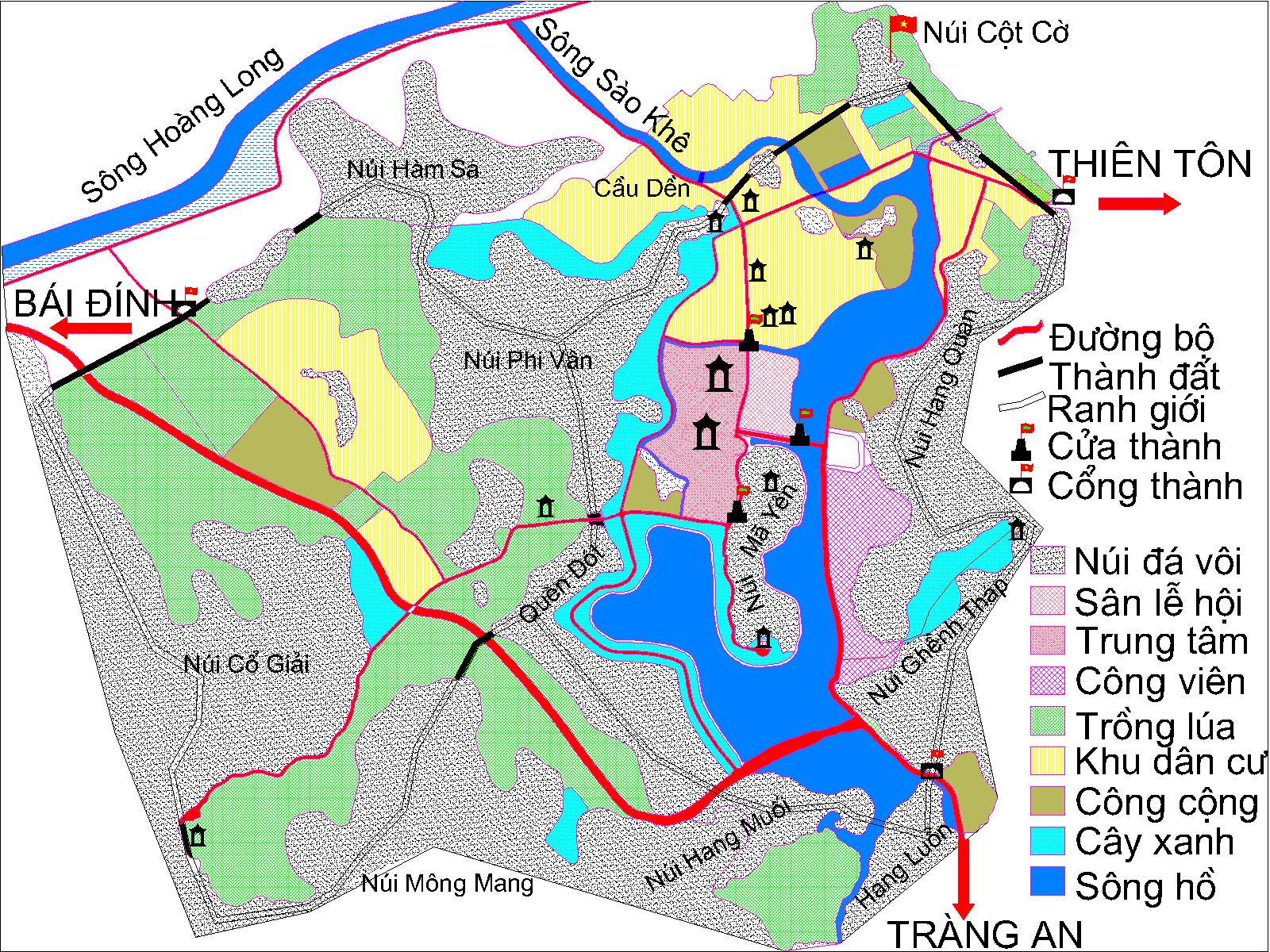
Mặt bằng tổng thể khu trung tâm cố đô Hoa Lư

Sau khi nhà Lý dời đô về Thăng Long, kinh đô Hoa Lư trở thành cố đô. Toàn bộ khu di tích Cố đô Hoa Lư hiện nay nằm trên địa bàn giáp ranh giới 3 huyện, thành phố của tỉnh Ninh Bình. Khu di tích lịch sử văn hóa Cố đô Hoa Lư hiện nay thuộc quần thể di sản thế giới Tràng An, có diện tích tự nhiên 13.87 km² gồm:
Vùng bảo vệ đặc biệt có diện tích 3 km² gồm toàn bộ khu vực nằm trong thành Hoa Lư, trong vùng có các di tích lịch sử: đền Vua Đinh Tiên Hoàng, đền Vua Lê Đại Hành, lăng vua Đinh, lăng vua Lê, đền thờ Công chúa Phất Kim, chùa Nhất Trụ, phủ Vườn Thiên, bia Câu Dền, chùa Kim Ngân, hang Bim, núi Mã Yên, núi Phi Vân, núi Cột Cờ, sông Sào Khê, một phần khu sinh thái Tràng An và các đoạn tường thành, nền cung điện nằm dưới lòng đất...
Vùng đệm có diện tích 10,87 km² gồm toàn cảnh hai bên sông Sào Khê, khu dân cư các thôn: Yên Hạ, Vàng Ngọc và quần thể Tràng An. Trong vùng có các di tích lịch sử: động Am Tiên, hang Quàn, hang Muối, đình Yên Trạch, chùa Bà Ngô, hang Luồn, hang Sinh Dược, hang Địa Linh, hang Nấu Rượu, hang Ba Giọt, động Liên Hoa, đền thờ thần Quý Minh, phủ Khống, phủ Đột, hang Bói...
Các di tích liên quan trực tiếp gồm các di tích không nằm trong 2 vùng trên nhưng có vai trò quan trọng đối với quê hương và sự nghiệp của triều đại nhà Đinh như chùa Bàn Long, chùa Bái Đính, cổng Đông, cổng Nam, động Thiên Tôn, động Hoa Lư, đền thờ Đinh Bộ Lĩnh...

## Hình ảnh

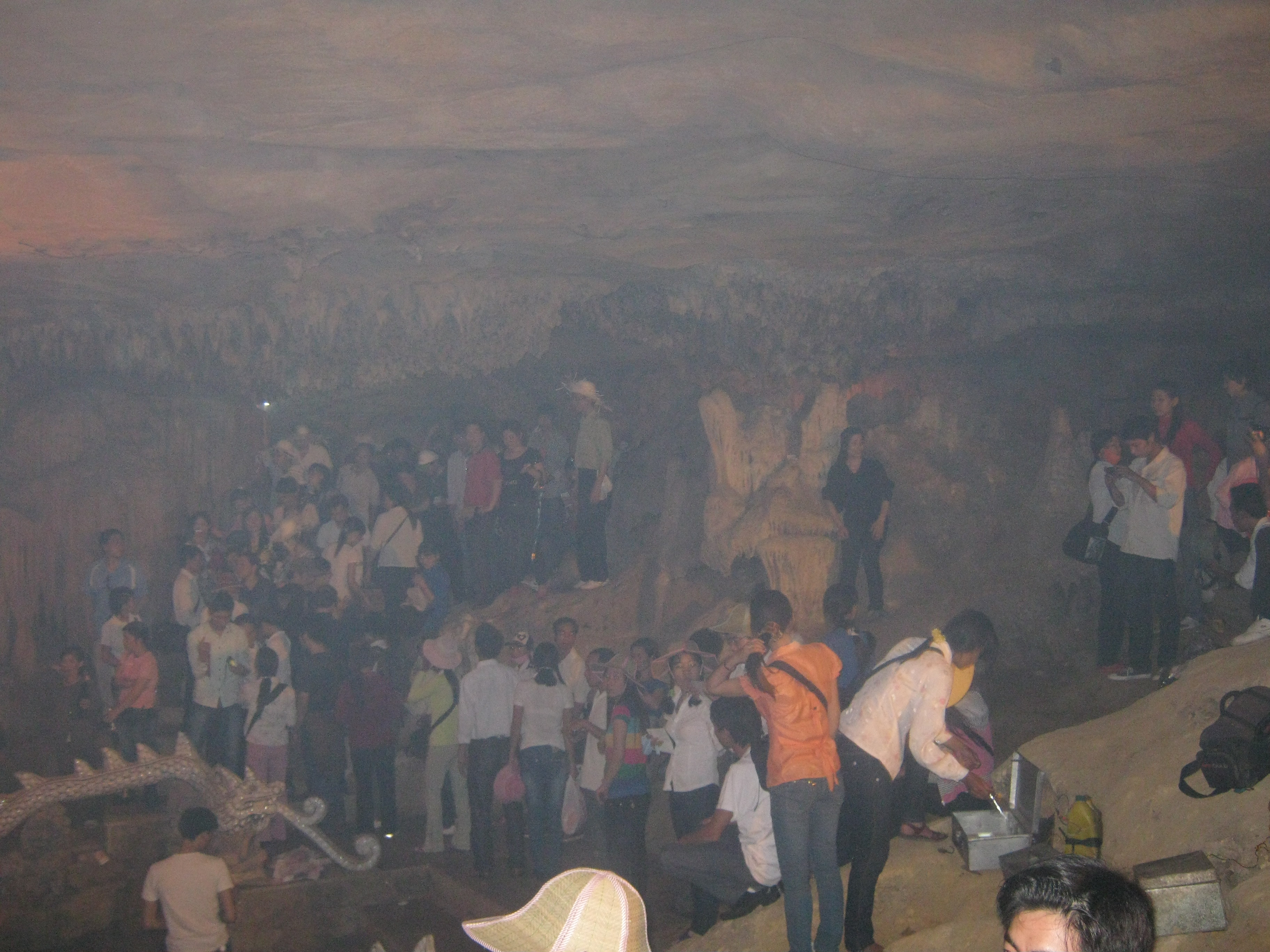
hang ở Chùa Bái Đính
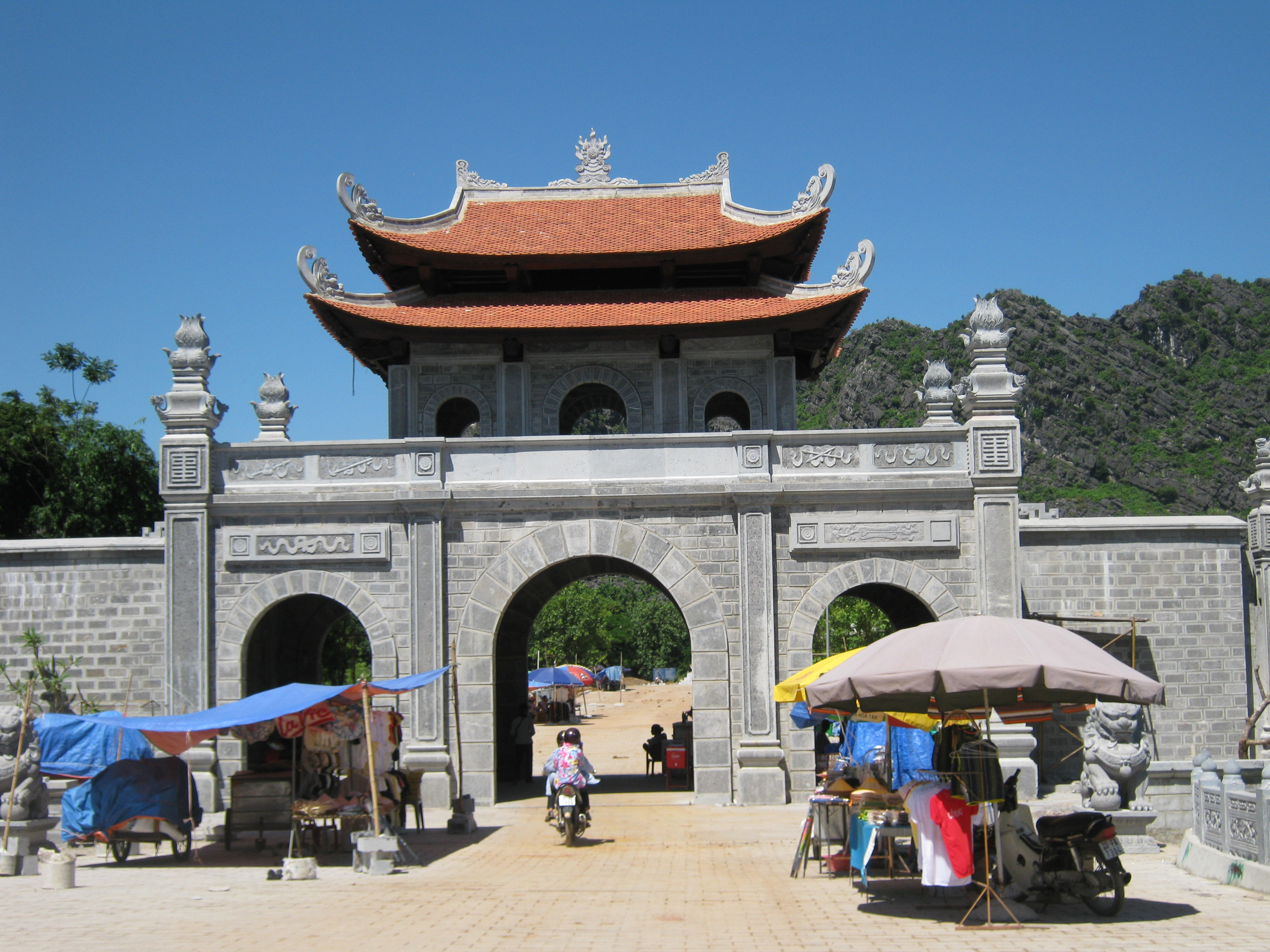
Cửa đông
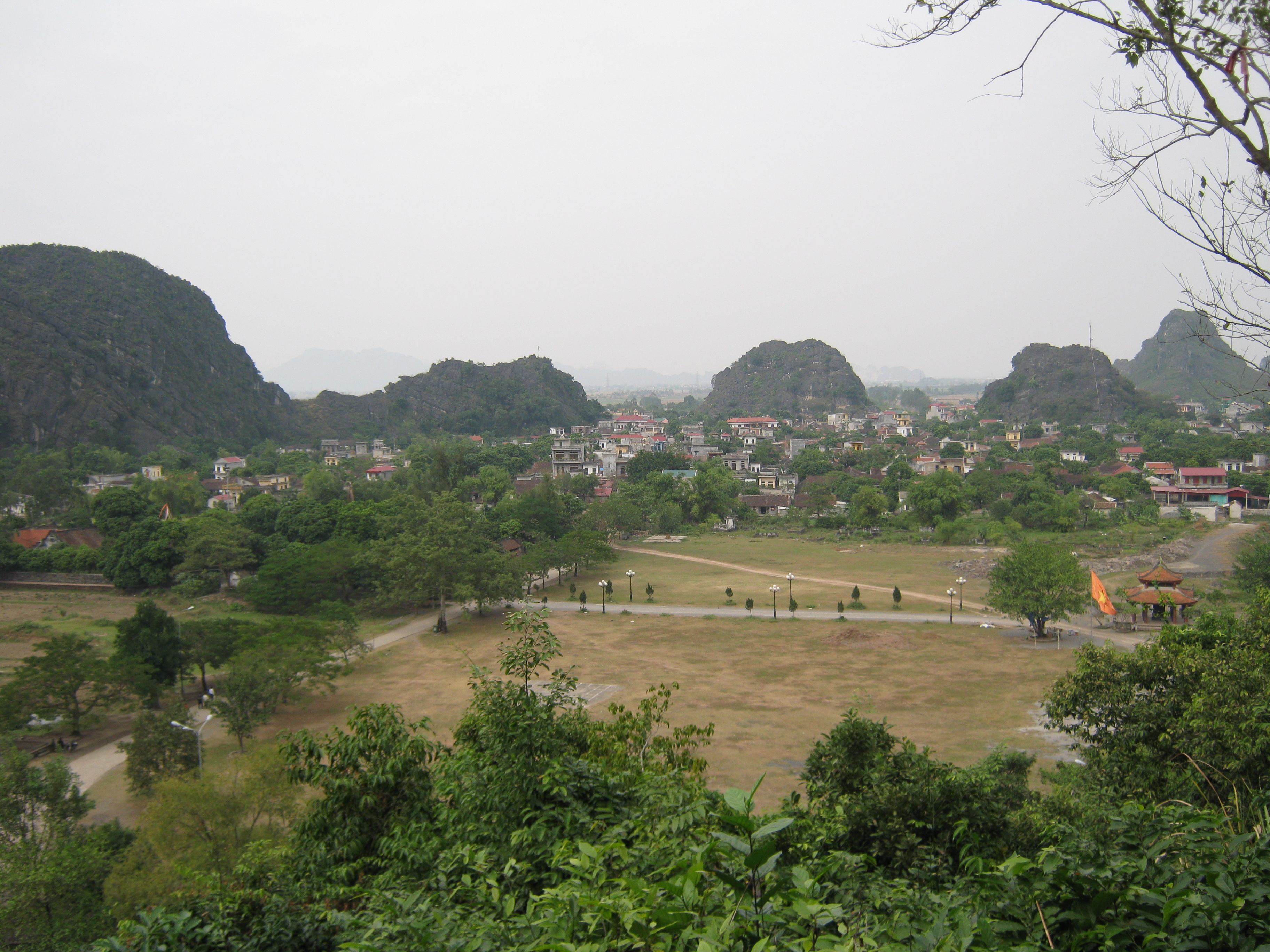
Phong cảnh cố đô
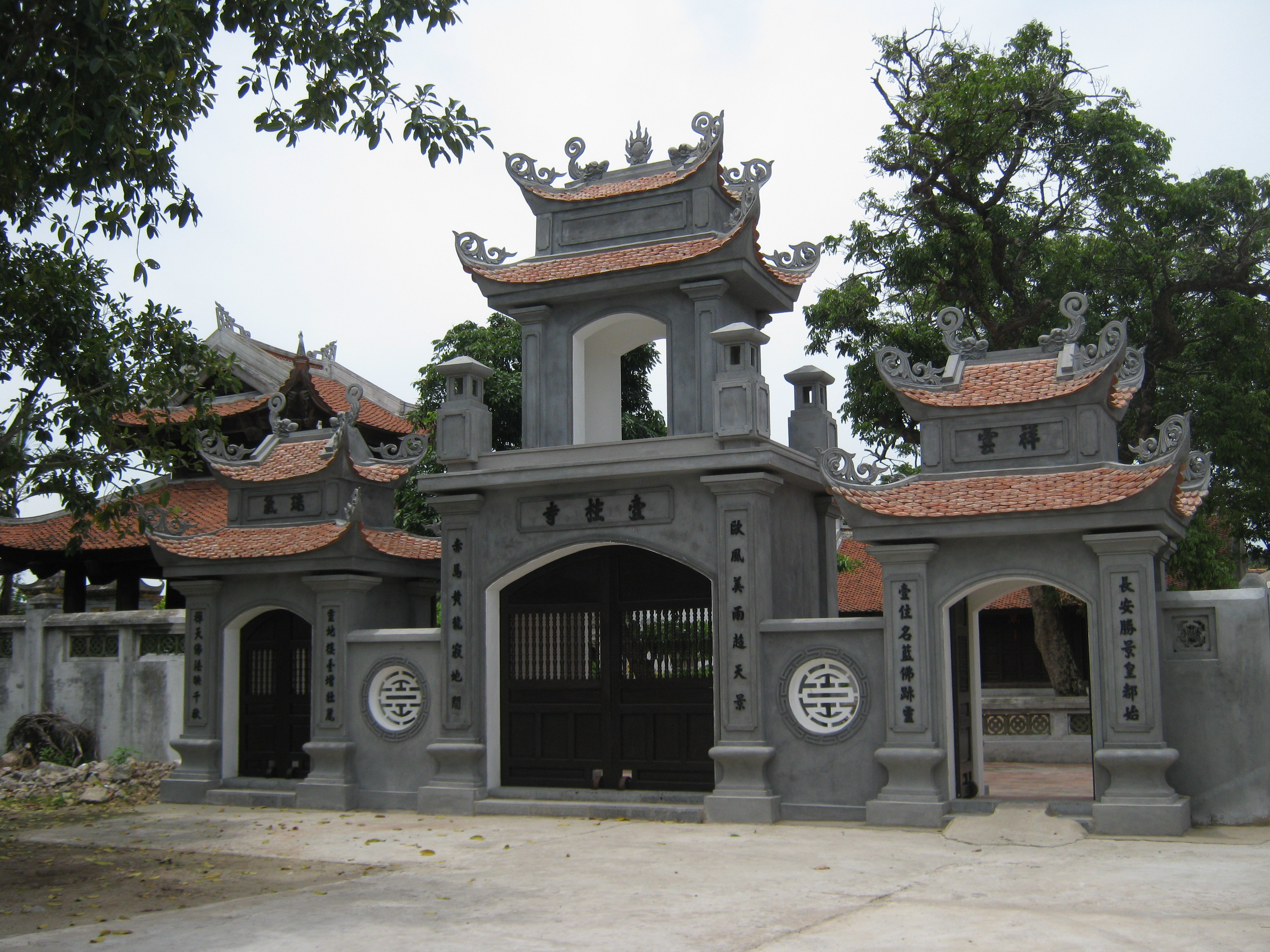
chùa Nhất Trụ